# Дор (Арефинское сельское поселение)
В Рыбинском районе есть ещё одна деревня с точно таким названием —  в Октябрьском сельском поселении, кроме того в Судоверфском сельском поселении есть деревни Большой и  Малый Дор.
Дор — деревня Арефинского сельского поселения Рыбинского района Ярославской области .
Деревня расположена на севере сельского поселения, на расстоянии 2 км к северо-западу от центра сельского поселения села Арефино. В южном направлении от деревни Дор на расстоянии около 500 м стоит деревня Харино. К западу на таком же расстоянии стоит деревня Гончарово, на расстоянии около 1 км к юго-западу — деревня Чернышкино. К северу от деревни Дор располагалась не существующая ныне деревня Починок-Лобанов . (На топокарте 1981 года отмечена как нежилая.) К востоку и северо-востоку от деревни Дор обширный лесной массив, бассейн рек Восломка, Вогуй и других притоков Ухры .
Деревня Доръ и Починок Лобанов указаны на плане Генерального межевания Рыбинского уезда 1792 года.
На 1 января 2007 года в деревне Дор не числилось постоянных жителей . Деревню обслуживает почтовое отделение, расположенное в центре сельского поселения селе Арефино .